# Liburnische Sprache

Sprachen im antiken Italien des 6. Jahrhunderts v. Chr.

Die liburnische Sprache ist eine ausgestorbene Sprache, die ehemals von den Liburniern entlang der heutigen kroatischen Adriaküste gesprochen wurde.
Es existieren keine schriftlichen Zeugnisse der liburnischen Sprache, sodass lediglich durch einige Toponyme und Anthroponyme auf die Sprache geschlossen werden kann. Anhand dieser Namen vermuten einige Forscher eine engere Verwandtschaft mit der venetischen Sprache und damit eine Zugehörigkeit zur indogermanischen Sprachfamilie; diese Verwandtschaft konnte jedoch bisher nicht bewiesen werden.